# 大日本帝国憲法第61条
大日本帝国憲法第61条（だいにほん/だいにっぽん ていこくけんぽう だい61じょう）は、大日本帝国憲法第5章にある、司法の役割についての規定である。行政裁判所の管轄する行政事件を、司法裁判所の管轄外とする条文である。

## 現代風の表記
行政官庁の違法な処分により権利を侵害されたとする訴訟であって、別に法律をもって定める行政裁判所の裁判に属すべきものは、司法裁判所において受理する限りではない。

## 関連
占領期において松本烝治らが提案した「憲法改正私案（一月四日稿）」（松本私案）では、本条と第32条・第75条が削除対象とされていた。松本私案を基に作成された「憲法改正要綱」（松本試案）においては、第61条は部分修正とされ、「行政事件ニ関ル訴訟ハ別ニ法律ノ定ムル所ニ依リ司法裁判所ノ管轄ニ属スルモノトスル」とされた。